# Leona Woods
Leona  Woods  Marshall Libby (ur. 9 sierpnia 1919 w La Grange, zm. 10 listopada 1986 w Santa Monica) – amerykańska fizyk.

## Życiorys
Urodzona w małym miasteczku (obecnie przedmieścia Chicago) jako drugie z pięciorga dzieci prawnika. Studiowała na University of Chicago, gdzie w wieku 19 lat uzyskała licencjat (B.S.) z chemii. Następnie uczestniczyła w seminarium  z chemii kwantowej, prowadzonym przez Jamesa Francka, który przydzielił jej do opracowania temat z teorii Brillouina. Poradziwszy sobie z tematem, poprosiła Francka o opiekę naukową i została zaakceptowana jako post-graduate student. Pracę doktorską pisała pod kierownictwem Roberta Mullikena, a pomagał jej Stanisław Mrozowski. Obrona nastąpiła w 1943. 
Jeszcze przed uzyskaniem doktoratu, w 1942, Woods została zaangażowana przez Fermiego (za wstawiennictwem Mullikena) do prac nad Chicago Pile-1 (pierwszym reaktorem (stosem) atomowym), gdzie miała za zadanie opracowanie detektora neutronów, pozwalającego na śledzenie reakcji zachodzących w stosie. Jako jedyna kobieta  brała udział w pierwszym rozruchu pierwszego stosu atomowego.
W lipcu 1943 wzięła ślub z innym naukowcem z grupy Fermiego pracującym nad Chicago Pile-1, Johnem Marshallem. Wkrótce zaszła w ciążę, lecz pracowała nadal, ukrywając brzuch pod luźnymi ubraniami. Po urodzeniu syna (w 1944) po kilku dniach wróciła do pracy przy produkcji plutonu w Hanford. Dzieckiem zajmowała się jej matka (wspomagana czasami przez Johna  Baudino, ochroniarza Fermiego).
Po wojnie Marshallowie osiedli w Chicago. Leona znalazła tam pracę w kierowanym przez Fermiego Institute for Nuclear Studies na  University of Chicago. Po śmierci Fermiego w 1954 grupa prowadzona przez niego zaczęła się rozpadać. Mary Woods Marshall zajmowała coraz wyższe stanowiska w różnych instytutach (Brookhaven  National  Laboratory, New  York University, University of Colorado, TRW  Space  Systems  Group, Rand  Corporation). W tym czasie jej zainteresowania objęły, oprócz cząstek elementarnych, także zagadnienia kosmologii.
W 1966 rozwiodła się z Marshallem i poślubiła Willarda Libby’ego, laureata Nagrody Nobla z 1960. Pod jego wpływem zainteresowała się zmianami i badaniami klimatu.
Leona Woods Marshall Libby wydała trzy książki: The Uranium People (1979), zawierającą wspomnienia o ludziach, z którymi współpracowała w Projekcie Manhattan,   Carbon Dioxide and Climate (1980) oraz  Past Climates: Tree Thermometers, Commodities, and People (1983). Opracowała też i wydała kilka tomów prac zmarłego w 1980 męża.